# Restaurante giratorio

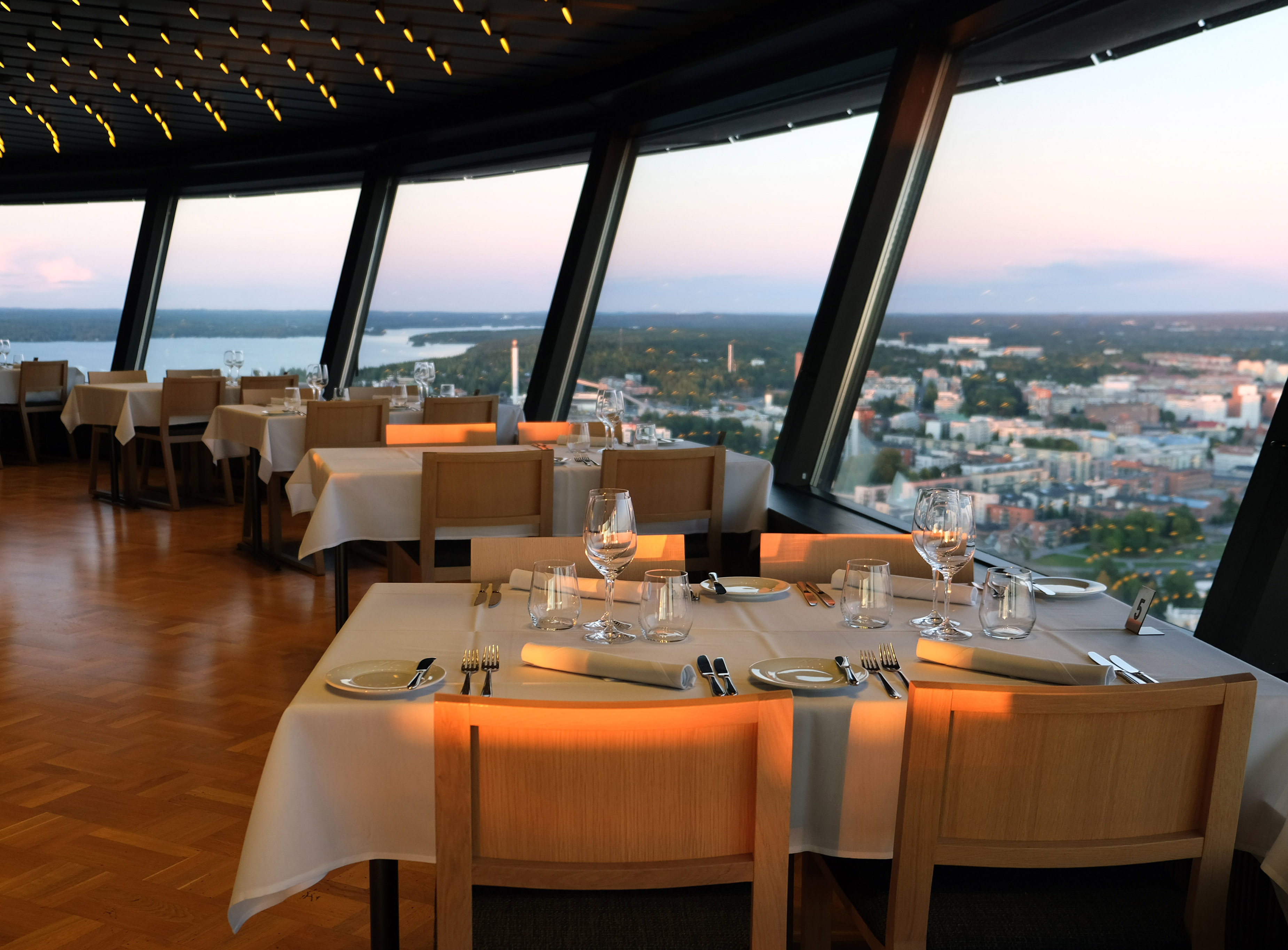
Área de almuerzo de la Näsinneula, Tampere.

Un restaurante giratorio es un restaurante ubicado sobre un piso de disco rotatorio. El edificio permanece estacionario y se lleva a los comensales al piso rotatorio. La tasa de rotación varía entre una y tres veces por hora y permite a los visitantes del restaurante disfrutar el panorama sin dejar sus asientos. Estos están ubicados en la parte alta de los hoteles, torres de televisión y rascacielos.
Actualmente, el restaurante giratorio más grande del mundo se encuentra ubicado en el World Trade Center Ciudad de México.

## Historia
John Graham, un arquitecto de Seattle y pionero de los primeros centros comerciales, se dice fue el primero en concebir la idea de este tipo de restaurante cuando creó La Ronde en la parte superior de un edificio de oficinas en el Centro Comercial Ala Moana en Honolulu, en 1961. El sitio original ha sido reconstruido. Sin embargo, en Florianturm, una torre de televisión en Dortmund, Alemania, un restaurante rotatorio entró en servicio en 1959.

## Restaurantes giratorios en el mundo
- Sky Tower, Tirana
- Wasserturm Belvedere, Aquisgrán
- Fernsehturm, Berlín
- Florianturm, Dortmund
- Torre del Rin, Düsseldorf
- Colonius, Colonia
- Henninger Turm, Fráncfort del Meno
- Maintower, Fráncfort del Meno
- Torre Heinrich Hertz, Hamburgo
- Fernmeldeturm Mannheim
- Torre Olímpica, Múnich
- Fernmeldeturm Nürnberg
- Restaurant giratorio Cerro Otto, Bariloche
- Australia Square, Sídney
- Katoomba Scenic World, Katoomba
- Torre Sydney, Sídney
- Torre Telstra, Canberra
- Wrest Point Hotel Casino, Sandy Bay bei Hobart
- Torre del Danubio, Viena
- Restaurante Mirador Pari Orcko, Potosí
- Restaurante  Mascarón , Veranópolis
- Torre CN, Toronto
- Torre Skylon, Niagara Falls
- Empire Landmark Hotel, Vancouver
- Harbour Centre, Vancouver
- L'astral, Ciudad de Quebec
- Renaissance Vancouver Hotel, Vancouver
- Torre Calgary, Calgary
- Tour de Ville, Montreal
- Westin Harbour Castle Hotel, Toronto
- La Fragata, Bogotá
- Hotel Dann Cartlton, Medellín
- Hotel Dann Cartlton, Barranquilla
- Hotel GHL, Villavicencio
- Restaurante giratorio de Providencia, Santiago de Chile
- Restaurant giratorio Coco Loco, Santiago de Chile
- Torre Perla Oriental, Shanghái
- Torre Central de Radio y TV, Pekín
- Torre Macau, Macao
- Hopewell Centre, Hong Kong
- Hyangsan Hotel, Myohyang-san
- Koryo Hotel, Pionyang
- Yanggakdo Hotel, Pionyang
- Torre N Seoul, Seúl
- Fernsehturm Kairo, El Cairo
- Al Fanar, Abu Dabi
- Fernsehturm Bratislava, Bratislava
- Xalet de Montjuïc, Barcelona
- Panoramic 360, Granada
- Space Needle, Seattle
- Stratosphere Las Vegas, Las Vegas
- Torre de las Américas, San Antonio
- Hyatt Regency Houston, Houston
- New York Marriott Marquis, Ciudad de Nueva York
- Sundial Restaurant, Westin Peachtree Plaza, Atlanta
- Torre Reunion, Dallas
- Westin Bonaventure Hotel, Los Ángeles
- Näsinneula, Tampere
- Puijo-Turm, Kuopio
- Phare de la Méditerranée, Palavas-les-Flots
- OTE-Fernsehturm, Salónica
- Hotel Vista Quince, Ciudad de Guatemala
- Fernsehturm Bagdad, Belgrado
- Perlan, Reikiavik
- New Otani, Tokio
- Torre Liberation, Ciudad de Kuwait
- Torre KL, Kuala Lumpur
- Torre Tun Mustapha, Kota Kinabalu
- Bellini, World Trade Center, Ciudad de México
- Tyholttårnet, Trondheim
- Sky Tower, Auckland
- St. John's Bacon, Liverpool
- Torre BT, Londres
- Restaurante  Jamaca de Dios, Jarabacoa
- Torre Ostánkino, Moscú
- Torre Genex, Belgrado
- Meritus Mandarin, Singapur
- Torre Prima, Singapur
- Torre Telkom Joburg, Johannesburgo
- Piz Gloria en Schilthorn, Mürren
- Metro Alpin en Mittel Allalin, Saas-Fee
- Kuklos en Berneuse, Leysin
- Stanserhorn, Stans
- Hoher Kasten, Alpstein, Brülisau/Altstätten
- Atakule-Fernsehturm, Ankara
- Torre Endem TV, Estambul
- Hotel El Paseo, Maracaibo
- Restaurante Quebra Mar, Madeira
- Restaurante Hotel Dighton, Oliveira de Azeméis
- Restaurante La Vista, Punta del Este
- Restaurante Torre de la Libertad, Bata (Guinea Ecuatorial)
- Restaurante en La Positiva, Lima